# Juha Repo
Juha Repo (31 oktober 1957) is een Fins voormalig rallynavigator.

## Carrière
Juha Repo debuteerde in 1981 als navigator in de rallysport en in Finland 1982 nam hij voor het eerst deel aan een WK-rally. Eind jaren tachtig nam hij plaats naast Mikael Sundström, met wie hij nog succesvol was in het Fins rallykampioenschap. In de jaren negentig was hij gast navigator voor onder meer rijders als Marcus Grönholm, Tommi Mäkinen en Harri Rovanperä, totdat hij in 1997 plaats nam als vaste bijrijder van Juha Kankkunen, die dat jaar bij Ford kwam te rijden. Inmiddels met Subaru won het duo in het seizoen 1999 de Argentijnse en Finse WK-rondes. Na Subaru reden ze nog tot aan het seizoen 2002 voor Hyundai in het WK rally, voordat Kankkunen zijn actieve carrière beëindigde. Repo Reed vervolgens de rally van Finland in 2003 nog met Ari Vatanen, en keerde tijdens de 2010 editie wederom terug met Kankkunen. Actief met een Ford Focus RS WRC eindigden ze de rally als achtste algemeen en grepen daarmee naar WK-kampioenschapspunten toe.